# Демпси, Мартин
Мартин Эдвард Демпси (англ. Martin Edward Dempsey; род. 14 марта 1952, Джерси-Сити, Нью-Джерси) — генерал армии США в отставке, бывший председатель Объединённого комитета начальников штабов США (2011–2015). 
30 сентября 2011 года генерал Мартин Демпси принял дела и должность Председателя ОК НШ США, сменив на этом посту адмирала Майка Маллена. Демпси являлся 18-м по счету председателем Объединённого комитета. 25 сентября 2015 он сложил полномочия.

## Начальник штаба сухопутных войск США
Генерал Демпси являлся 37-м по счету начальником штаба армии США. На данном посту его сменил генерал Рэймонд Одиерно.

## Гражданское образование
Католическая средняя школа, г. Гошен, шт. Нью-Йорк;
1984 — присвоена степень магистра гуманитарных наук (английский язык), Университет Дьюка, г. Дарем, шт. Северная Каролина;

## Военное образование
1974 — присвоена степень бакалавра наук, Военное училище СВ США, Уэст-Пойнт, шт. Нью-Йорк;
1988 — присвоена степень магистра наук в области военного дела, Командно-штабной колледж СВ США;
1995 — присвоена степень магистра наук в области национальной безопасности и стратегических исследований, Национальный военный колледж;

## Карьера
1974 г. — Командир взвода обеспечения, адъютант дивизиона — Второй бронекавалерийский (разведывательный) полк;
1979 г. — по окончании продвинутого курса для офицеров бронетанковых войск назначен на должность офицера по автомобильной технике в 1 эскадроне 10 разведывательного полка, ВБ Форт-Карсон, шт. Колорадо. Позднее командовал штабным подразделением и отделением «Альфа» 1 эскадрона 10 разведывательного полка, начальником оперативного отдела.
1984—1987 гг. — доцент, кафедра английского языка, Университет Дьюка;
1988 г. — начальник штаба 4 батальона 67 бронетанкового полка 3 бронетанковой дивизии, Фридебург, Германия, впоследствии стал начальником оперативного отделения 3 бригады, 3 бронетанковой дивизии, в составе которой участвовал в операциях «Щит пустыни» и «Буря в Пустыне»;
Июль 1991 г. — принял командование 4 батальоном 67 бронетанкового полка 1 бронетанковой дивизии;
1993 г. — начальник управления бронетанковых войск, Командование ЛС всех компонентов СВ США.
1996 г. — командир 3 разведывательного (бронекавалерийского) полка, ВБ Форт Карсон, шт. Колорадо;
1998—2001 гг. — помощник заместителя начальника отдела военно-политических дел по Европе и Африке. Специальный помощник председателя Комитета начальников штабов;
Сентябрь 2001 г. — июнь 2003 г. — руководитель проекта «Программа модернизации Национальной гвардии Саудовской Аравии». Генерал Демпси покинул Саудовскую Аравию, чтобы принять командование 1 бронетанковой дивизией, и был переброшен в Ирак для участия в операции «Свободный Ирак». Проведя в Ираке 14 месяцев, генерал Демпси передислоцировал дивизию в Германию и завершил период службы на командной должности в июле 2005 г.
2005—2007 гг. — командующий, Многонациональное переходное командование обеспечения безопасности в Ираке;
2007 г. — заместитель командующего, Центральное командование США;
Март-октябрь 2008 г. — ИО командующего, Центральное командование США;
13 марта 2008 г. — назначен на должность главы Командования по разработке доктрины и боевой подготовке СВ США.
11 апреля 2011 г. — 7 сентября 2011 г. — Начальник штаба СВ США.
30 сентября 2011 г. — назначен на должность председателя Объединённого комитета начальников штабов ВС США.

## Награды
— две медали «За отличие в военной службе»;
— три медали «За показательную службу в СВ»;
— медаль «За превосходную службу в обороне»;
— два ордена Почетного легиона;
— бронзовая звезда со знаком-литерой V;
— медаль «За безупречную службу»;
— медаль «За совместную службу»;
— Благодарственная медаль за службу в СВ;
— медаль СВ «За достижения»;
— медали за участие в военных кампаниях в Кувейте, Ираке, Юго-Восточной Азии.
— знак отличия за боевые действия, знак отличия парашютиста и знак «За безупречную службу в аппарате КНШ».

## Присвоение воинских званий
| Звание                  | Дата присвоения    |
| ----------------------- | ------------------ |
| Второй лейтенант        | 5 июня 1974 г.     |
| Первый лейтенант        | 5 июня 1976 г.     |
| Капитан                 | 8 августа 1978 г.  |
| Майор                   | 1 сентября 1985 г. |
| Подполковник            | 1 апреля 1991 г.   |
| Полковник               | 1 сентября 1995 г. |
| Бригадный генерал       | 1 августа 2001 г.  |
| Генерал-майор           | 1 сентября 2004 г. |
| Генерал-лейтенант       | 8 сентября 2005 г. |
| Четырёхзвёздный генерал | 8 декабря 2008 г.  |

## Семейное положение
Женат, супруга — Диана (девичья фамилия Салливан). Трое детей: Крис, Меган и Кэйтлин. Все дети прошли службу в рядах ВС, а двое служат в армии США в настоящее время.